# Ганс-Йоахім Буддеке
Ганс-Йоахім Буддеке (нім. Hans-Joachim Buddecke; 22 серпня 1890, Берлін, Німецька імперія — 10 березня 1918, Лілль, Франція) — німецький льотчик-ас, оберлейтенант Прусської армії. Кавалер ордена Pour le Mérite.

## Біографія
В 1904 році вступив на військову службу. В 1910 році отримав офіцерське звання. В 1913 році Буддеке звільнився з армії та виїхав у США, де його дядько володів автомобільним заводом. Там придбав французький літак Nieuport і розпочав навчання на льотчика, збираючись у майбутньому відкрити фабрику з випуску літаків.
Початок Першої світової війни застав Буддеке в США. Він повернувся до Німеччини, перепливши океан на грецькому торговому судні під чужим ім'ям і вступив до авіації. Отримав направлення у 23-й льотний дивізіон, де літав на винищувачі Fokker. Перші перемоги отримав восени 1915 року на Західному фронті. 15 вересня 1915 року Буддеке врятував свого друга Рудольфа Бертольда, збивши ворожий літак, що атакував його.
Наприкінці 1915 року був направлений в Туреччину, в Галліполі, до складу 6-го льотного дивізіону, де пілотував винищувачі Halberstadt D II і D V та Fokker Е III з аеропорту Смирна. Брав участь у бойових діях до евакуації союзників із Галліполійського півострова, здійснюючи з січня 1916 року вильоти проти літаків Королівської морської авіаційної служби. За свої бойові успіхи під час служби в Галліполі отримав у турків прізвисько «Аль Шахін», або «Мисливський сокіл».
28 серпня 1916 року повернувся до Франції, на посаду командира 4-ї винищувальної ескадрильї. У середині грудня 1916 року був відряджений до Туреччини, до складу турецького 5-го льотного дивізіону. Повернувшись на початку 1918 року до Франції, літав спочатку у складі 30-ї, пізніше став заступником командира 18-ї винищувальної ескадрильї, якою командував його друг Бертольд.
10 березня 1918 року о 13:10 він загинув у бою проти Camel 3-ї морської ескадрильї, намагаючись вдруге допомогти Бертольду. 22 березня був похований на кладовищі Інваліденфрідгоф у Берліні.
Всього за час бойових дій здобув 13 перемог, ще 7 залишились непідтвердженими.

## Нагороди
- Залізний хрест 2-го і 1-го класу
- Галліполійська зірка (Османська імперія)
- Золота медаль «Ліакат» (Османська імперія)
- Срібна і золота медаль «Імтияз» (Османська імперія)
- Військовий орден Святого Генріха, лицарський хрест
- Королівський орден дому Гогенцоллернів, лицарський хрест з мечами
- Pour le Mérite (14 квітня 1916)

## Галерея

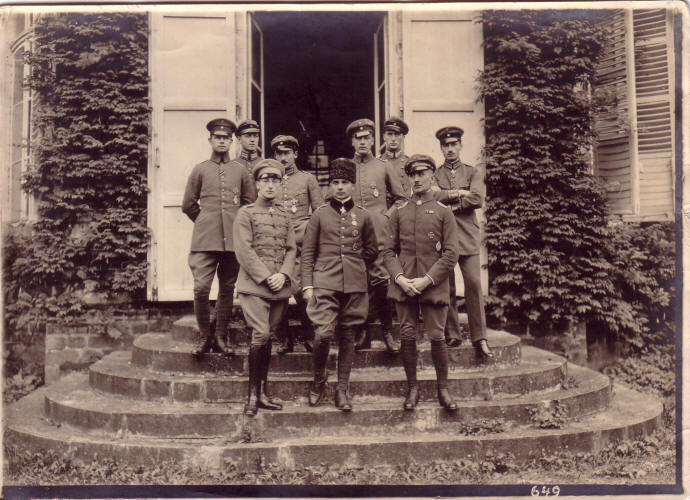
Буддеке (в центрі, у фесці) з льотчиками 4-ї винищувальної ескадрильї.
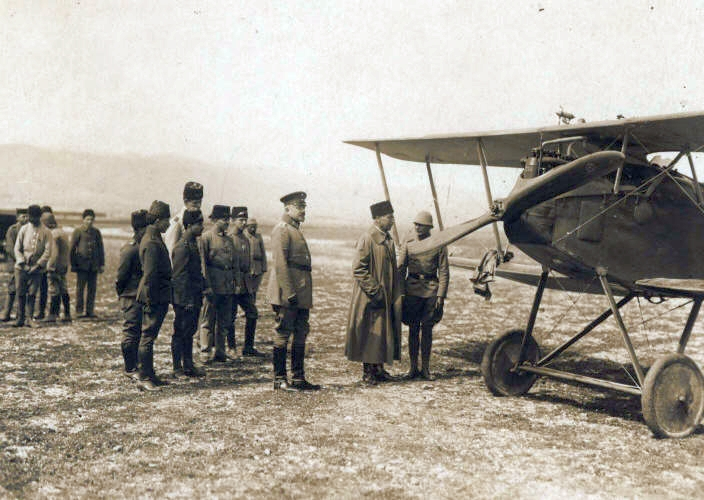
Буддеке біля свого літака.
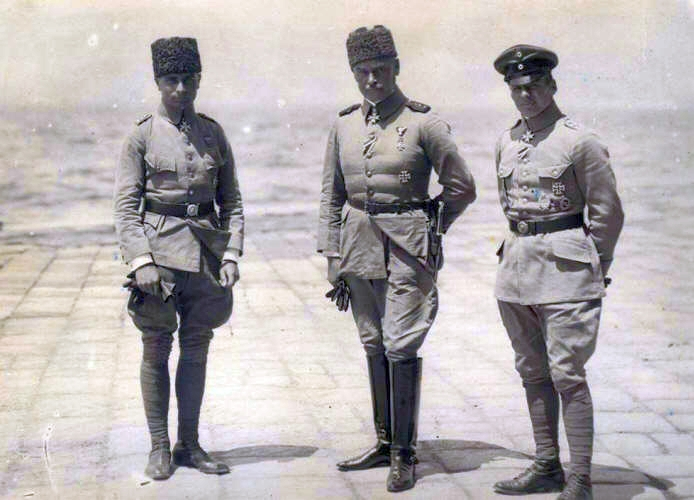
Зліва направо: Буддеке, Отто Ліман фон Зандерс і Освальд Бельке (1916).
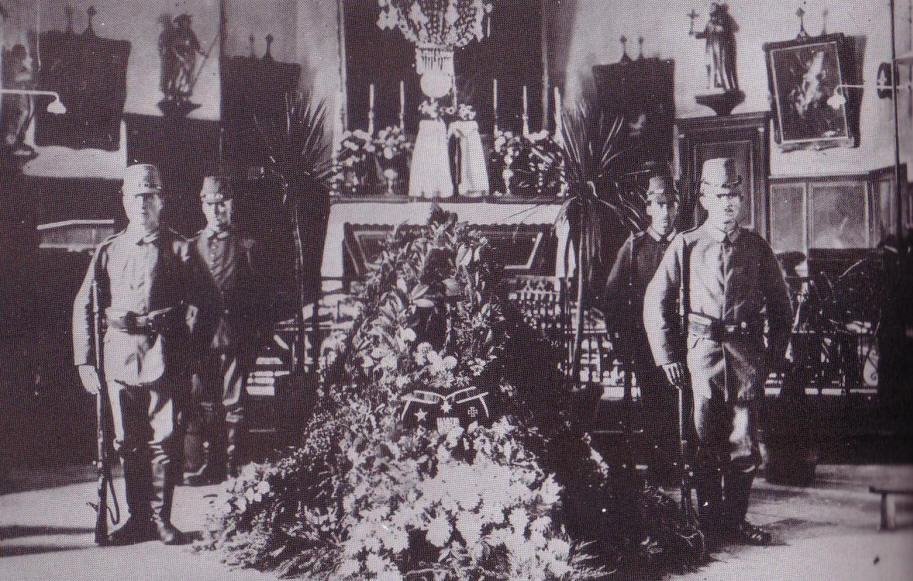
Почесна варта біля труни Буддеке.